# Schneisingen
Schneisingen est une commune suisse du canton d'Argovie, dans le district de Zurzach.

Photo aérienne (1971).